# Grand Prix Formule 1 van Groot-Brittannië 1970
De Grand Prix Formule 1 van Groot-Brittannië 1970 werd gehouden op 18 juli op het circuit van Brands Hatch in West Kingsdown. Het was de zevende race van het seizoen.

## Uitslag
| Pos. | Nr. | Coureur              | Constructeur       | Rondes | Tijd / Oorzaak uitval | Grid | Punten |
| ---- | --- | -------------------- | ------------------ | ------ | --------------------- | ---- | ------ |
| 1    | 5   | Jochen Rindt         | Lotus-Ford         | 80     | 1:57:02.0             | 1    | 9      |
| 2    | 17  | Jack Brabham         | Brabham-Ford       | 80     | 32.9                  | 2    | 6      |
| 3    | 9   | Denny Hulme          | McLaren-Ford       | 80     | 54.4                  | 5    | 4      |
| 4    | 4   | Clay Regazzoni       | Ferrari            | 80     | 54.8                  | 6    | 3      |
| 5    | 16  | Chris Amon           | March-Ford         | 79     | + 1 Ronde             | 17   | 2      |
| 6    | 14  | Graham Hill          | Lotus-Ford         | 79     | + 1 Ronde             | 22   | 1      |
| 7    | 2   | François Cevert      | March-Ford         | 79     | + 1 Ronde             | 14   |        |
| 8    | 28  | Emerson Fittipaldi   | Lotus-Ford         | 78     | + 2 Rondes            | 21   |        |
| 9    | 27  | Ronnie Peterson      | March-Ford         | 72     | + 8 Rondes            | 13   |        |
| NC   | 29  | Pete Lovely          | Lotus-Ford         | 69     | Niet geklasseerd      | 23   |        |
| NF   | 32  | Dan Gurney           | McLaren-Ford       | 60     | Oliedruk              | 11   |        |
| NF   | 22  | Pedro Rodríguez      | BRM                | 58     | Ongeluk               | 15   |        |
| NF   | 23  | Jackie Oliver        | BRM                | 54     | Motor                 | 4    |        |
| NF   | 1   | Jackie Stewart       | March-Ford         | 52     | Koppeling             | 8    |        |
| NF   | 20  | John Surtees         | Surtees-Ford       | 51     | Oliedruk              | 19   |        |
| NF   | 8   | Henri Pescarolo      | Matra              | 41     | Ongeluk               | 12   |        |
| NF   | 7   | Jean-Pierre Beltoise | Matra              | 24     | Wiel                  | 10   |        |
| NF   | 26  | Mario Andretti       | March-Ford         | 21     | Ophanging             | 9    |        |
| NF   | 15  | Jo Siffert           | March-Ford         | 19     | Ophanging             | 20   |        |
| NF   | 6   | John Miles           | Lotus-Ford         | 15     | Motor                 | 7    |        |
| NF   | 24  | George Eaton         | BRM                | 10     | Oliedruk              | 16   |        |
| NF   | 3   | Jacky Ickx           | Ferrari            | 6      | Transmissie           | 3    |        |
| NF   | 11  | Andrea de Adamich    | McLaren-Alfa Romeo | 0      | Benzinelek            | 18   |        |

## Statistieken
| Pole-position | Jochen Rindt | Lotus-Ford   | 1:24.8 |
| Snelste ronde | Jack Brabham | Brabham-Ford | 1:25.9 |

## Noot
- Dit was het debuut van de Braziliaanse coureur (en toekomstig wereldkampioen) Emerson Fittipaldi.
- Tiende Grand Prix-start voor een Canadese coureur.
- Vijfde Grand Prix-winst voor Jochen Rindt en voor een Oostenrijkse coureur.

1926 · 1927 · 1948 · 1949 · 1950 · 1951 · 1952 · 1953 · 1954 · 1955 · 1956 · 1957 · 1958 · 1959 · 1960 · 1961 · 1962 · 1963 · 1964 · 1965 · 1966 · 1967 · 1968 · 1969 · 1970 · 1971 · 1972 · 1973 · 1974 · 1975 · 1976 · 1977 · 1978 · 1979 · 1980 · 1981 · 1982 · 1983 · 1984 · 1985 · 1986 · 1987 · 1988 · 1989 · 1990 · 1991 · 1992 · 1993 · 1994 · 1995 · 1996 · 1997 · 1998 · 1999 · 2000 · 2001 · 2002 · 2003 · 2004 · 2005 · 2006 · 2007 · 2008 · 2009 · 2010 · 2011 · 2012 · 2013 · 2014 · 2015 · 2016 · 2017 · 2018 · 2019 · 2020 · 2021 · 2022 · 2023 · 2024 · 2025 · 2026 · 2027 · 2028 · 2029 · 2030 · 2031 · 2032 · 2033 · 2034